# Don Tosti
Don Tosti, pseudonimo di Edmundo Martínez Tostado (El Paso, 27 marzo 1923 – Palm Springs, 2 agosto 2004), è stato un musicista, compositore, violoncellista e violinista jazz statunitense; ha forgiato una carriera che abbraccia diversi decenni e stili, dalla classica al jazz e al rhythm and blues. È stato ricordato per le sue composizioni in stile Pachuco, come il successo "Pachuco Boogie". Registrata nel 1948, fu la prima canzone latina a vendere milioni di copie.

## Carriera
La carriera di Tosti iniziò nel quartiere di Boyle Heights di Los Angeles con altri musicisti jazz messicano-americani come Ray Vasquez e Eddie Cano.
Tosti e i suoi Mexican Jazzmen si esibirono per il famoso nono concerto Cavalcade of Jazz tenuto al Wrigley Field di Los Angeles, prodotto da Leon Hefflin, Sr. il 7 giugno 1953. In quel giorno erano presenti anche Roy Brown e la sua Orchestra, Shorty Rogers, Earl Bostic, Nat "King" Cole e Louis Armstrong and his All Stars con Velma Middleton.

## Vita privata
Tosti ha vissuto nel quartiere di Deep Well di Palm Springs, in California, dal 1973 fino alla sua morte nel 2004. Nel 1996 gli è stata dedicata una Golden Palm Star sul Palm Springs Walk of Stars.
Tosti fu sepolto al Hollywood Forever Cemetery ad Hollywood, Los Angeles.